# Sidonia van Bohemen

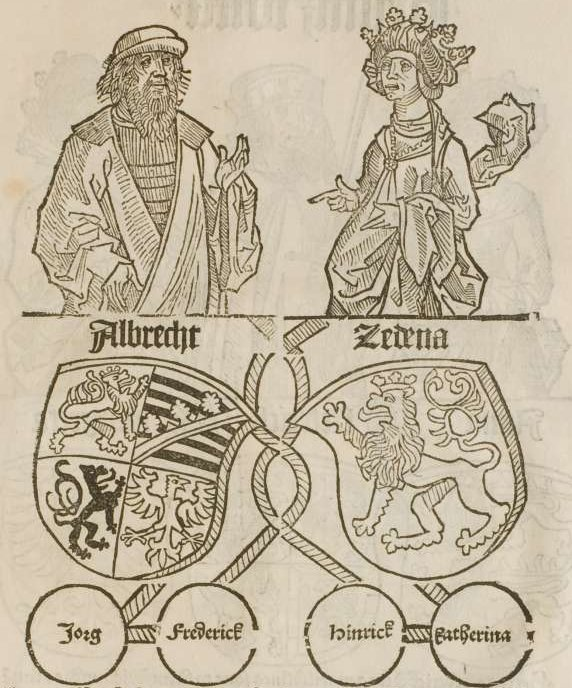
Sidonia (rechts) met haar echtgenoot

Sidonia van Bohemen (Bohemen, 14 november 1449 - Tharandt, 1 februari 1510), ook wel "Sidonie von Böhmen" en in het Tsjechisch "Zděnka z Poděbrad" of "Zděnka von Podiebrad" genoemd, was een laatmiddeleeuwse Duitse vorstin.

## Leven
Sidonia was een dochter van de Boheemse koning George van Podiebrad en diens eerste vrouw Kunigunde van Sternberg. Terwijl haar vader zich bekeerd had tot het geloof van de Boheemse godsdiensthervormer Johannes Hus bleef Sidonia katholiek. In 1459 werd de tienjarige prinses uitgehuwelijkt aan hertog Albrecht van Saksen. Zij leefde samen met hem op de burcht in Meißen, waar zij acht kinderen kreeg. 
In 1485 verdeelden de beide hertogen van Saksen, Ernst en Albrecht, hun hertogdom in de Ernestinische en de Albrechtse gebieden en zo ontstonden twee takken van het Huis Wettin. Sidonia werd de stammoeder van de Albrechtse, later koninklijke, tak.

## Karakter
Sidonia was een vrome orthodox-katholieke vrouw, die geweld verafschuwde en daarom weigerde om haar echtgenoot te vergezellen tijdens zijn oorlog in Groningen en Friesland. Uit protest trok zij zich terug met haar kinderen op de Albrechtsburg.
In 1495 werd de gelovige vorstin op een miraculeuze wijze bevrijd van een nier- of galsteen. Als dank stichtte Sidonia een feest ter ere van de in Neurenberg bewaarde Heilige Lans, een vermaarde relikwie.
Van haar uitvoerige correspondentie zijn veel brieven bewaard gebleven, waarin ze onder meer pleit voor de vrijlating van gevangenen. Op 12 september 1500 werd de hertogin weduwe en trok ze zich terug van het Saksische hof om haar laatste jaren in Tharandt door te brengen. Op 1 februari 1510 stierf zij daar. Sidonia werd in de dom van Meißen begraven.

## Kinderen
1. Catharina (1468 - 1524), in  1484 gehuwd met aartshertog Sigismund van Oostenrijk en in 1497 met hertog Erik I van Brunswijk-Calenberg-Göttingen,
2. George met de Baard ( 1471 - 1539)
3. Hendrik V de Vrome ( 1473 - 1541)
4. Frederik (1474 - 1510), grootmeester van de  Duitse Orde
5. Anna (1478 -1479)
6. Lodewijk (* 28 september 1481)
7. Johan (* 1484)
8. Johan (* Torgau, 2 december 1498)

## Ridderorde
Driehonderdzestig jaar na haar dood, in 1870, werd in het koninkrijk Saksen een damesorde ingesteld ter ere van de vrome en barmhartige vorstin, de Sidonia-Orde. Bij het einde van Saksen als koninkrijk, in 1918, werd de orde weer opgeheven.